# Le Castéra
Le Castéra è un comune francese di 782 abitanti situato nel dipartimento dell'Alta Garonna nella regione dell'Occitania.
Il territorio comunale è bagnato dalle acque del fiume Save.

## Società

### Evoluzione demografica
Abitanti censiti